# 佳聯皇家交易保險
佳聯皇家交易保險股份有限公司，簡稱佳聯皇家交易保險股份，以及佳聯皇家交易保險（英語：Guardian Royal Exchange Assurance plc），於1968年由佳聯聯保公司和皇家交易聯保公司合併而設。
而這家企業曾在倫敦證券交易所上市，以及曾是富時100指數成份股。
曾是經營健康壽險等其他業務。

## 收購事紀活動
在1998年2月，該公司以4.35億英鎊收購從事醫療衛生保險業務的，PPP Healthcare。1999年2月，被法國保險集團安盛以57億美元收購，同時把太陽人壽多級控股整合。
另外，佳聯皇家交易保險計劃把原本倫敦皇家交易保險大樓總部搬遷。數年後，把旗下壽險業務出售給荷蘭全球人寿保险。
2011年11月，該公司被私募基金慈韻收購。

## 連結
- axappphealthcare.co.uk （页面存档备份，存于）